# Maccullochella peelii
Maccullochella peelii је зракоперка из реда Perciformes и фамилије Percichthyidae. Иако се врста назива бакалар, она није повезана са њом. Битан је део система вода Аустралије и највећи предтор у басену Мари-Дарлинг. Maccullochella peelii највећа је слатководна риба у Аустралији и једна од највећих слатководних риба на свету.
Популација ове врсте опала је од европске колонизације Аустралије услед низа узрока, укључујући јаки прекомерни риболов, регулацију река и деградацију станишта и сада су на листи угрожене врсте. Међутим, некада су насељавали готово цео басен Мари-Дарлинг највећег речног система у Аустралији, у веома великом броју, а данас их је на овом подручју мање.
Риба дугог живота, одрасле јединке су месождерке и углавном једу друге рибе. Врста показује висок степен родитељске бриге о својим јајима, која се рађају у пролеће и обично се полажу у шупљине или на друге тврде површине. Ова врста популарна је риба за јело и у акваристици.

## Опис
Maccullochella peelii је крупна риба дубоког издуженог тела, округла у пресеку. Има широку главу и велика уста обложена јастучићима врло малих, игличастих зуба. Чељусти ове врсте су једнаке, а код неких примерака доња вилица је благо испупчена.
Име Maccullochella peelii добила је по аустралијском истраживачу рибе МекКулоху и реци у у којој је Мајор Мичел први научно описао врсту, реци Пел. Њен назив се након тога променио у M. peeliii да би се разликовао од врсте сличног имена из реке Мери. Међутим 2010. године M. mariensis је постала врста, па је име ове рибе враћено у Maccullochella peelii.
Дорзална пераја ове врсте су умерене до мале величине и делимично су одвојена зарезом од високих пераја, са заобљеним меким леђним перајем. Мека леђна, анална и каудална (репна) пераја су велика и заобљена, и тамно су сиве или црне боје са изразитим белим ивицама. Велика, заобљена прстенаста пераја су обично слична оним на боковима. Карлично пераје је такође велико.
Ова врста је беле до кремасте боје на трбуху. Леђа и бокови обично су жуто-зелене до зелене боје. Постоје јединке ове врсте које имају шаре као леопард. Бојење је повезано са јасноћом воде, а бојење је интензивније код риба из станишта бистрих вода. Мали и средње велики припадник ове врсте из станишта бистрих вода често има упечатљиву и врло изразиту боју. Велике рибе теже ка шареној сивозеленој боји. Maccullochella peelii је крупна рриба, одрасле рибе редовно досежу 80–100 цм. Ова врста може да нарасте у дужину преко 1 м, а рекорд је био преко 1,8 м и тежине око 113 килограма. Велика расплодна риба данас је ретка у већини дивљих популација због прекомерног риболова и уништавања станишта.

## Таксономија
У Мичеловом оригиналном опису он је рибу класификовао као "Породица, Peridace; Род, Acerina; Subgenus, Gristes, Cuv или Grovler. Током почетка 19. века и почетком 20. века комерцијални риболовци, рекреативни риболовци, становници обала и научници јасно су препознали две врсте бакалара у јужном сливу Мари-Дарлинг. Таксономски, међутим, збрка је била велика. Игноришући велике разлике у величини приликом сексуалне зрелости и неким прилично ненаучним резоновањима неки истакнути научници за рибарство (као Вилтеј) инсистирали су на препознавању само једне врсте бакалара - Maccullochella peelii. Затим, како је бакалар пастрмке опао у скоро изумирање током почетка 20. века, разлика између две врсте је додатно избрисана и коначно доведена у питање. Током седамдесетих година, ране генетске технике потврдиле су да је бакалар пастрмке одвојена врста и додатно су показале да је оригинални примерак Maccullochella peelii одвојена врста.
Maccullochella peelii је веома дуговечан, што је карактеристично за многе слатководне домаће рибе у Аустралији. Дуговечност преживљавања у променљивом аустралијском окружењу даје шансу овој врсти да учествује у најмање једном великом мресту који се одвија на десет или двадесет година. Ова врста уједно је најдуговјечнија слатководна аутохтона риба у Аустралији. Најстарији примерак ове врсте који је пописан, имао је 48 година, а постоји сумња да има примерака старих и до 70 година.
Ова врста је главни предатор у рекама басена Мари-Дарлинг једе готово све мање од себе и било шта на свом путу, укључујући ситне рибе попут шарана, сома, смуђа и мање примерке своје врсте. Такође ова врсте једе патке, коморане, корњаче, змије, жабе и мишеве. Maccullochella peelii доста је активна ноћу, када се налази у плитким водама у походу на плен са површине воде.
Ова врста постиже сексуалну зрелост између четврте и шесте, углавном пете године живота. година. Отприлике је 70% примерака ове врсте достигло сексуалну зрелост када су били дужине 50 цм. Иста ова врста у језеру Мулвал има бржу стопу раста, али сексуалну зрелост достиже на дужини од 60 цм. Може достигнути килажу од 15 до 35 кг.
Када се први пут постигне сексуална зрелост, женка носи нешто мање од 10.000 јаја. Крупнији примерци могу носити и до чак 80.000–90.000 јаја, а пописан је примерак женке који је имао 110.000 одрживих јаја. Број јаја у ове врсте свих величина је релативно низак у поређењу с многим врстама риба. Maccullochella peelii  улавном се пари у пролеће, подстакнут растућим температурама воде и повећањем светлости у водама.
 

Најновије истраживање је показало да Maccullochella peelii у ствари живи читав живот унутар главног канала потока, осим за време парења. Раније идеје да се ова врста креће на поплавним долинама су нетачне.
Maccullochella peelii највише времена проводи на главном речном каналу или поплављеном горњем делу главног канала и притока. Млади примерци ове врсте хране се унутар главног речног канала или, у време пролећних поплава, на поплављеном горњем делу главног канала.  Парењу претходе миграције, када су воде набујале у пролеће или током поплава. Maccullochella peelii који су праћени преко чипова у реци Мурај мигрирали су 120 км узводно да би се мрестили, пре него што су се вратили на потпуно исто подручје одакле су кренули, што је необично понашање код слатководне рибе.
Током деценија праћења од стране рекреативних и комерцијалних риболоваца, закључено је да су такве миграције зарад мреста у пролеће уобичајене за ову врсту. Пре размножавања мужјак се удвара женки, а мрест се одвија у местима попут стена. Након тога, женка полаже јаја, а мужјак их чува током инкубације која траје до 10 дана, у зависности од температуре воде.

## Очување и људски фактор
Maccullochella peelii некада је била најчешћа  риба у басену Мари-Дарлинг. Почетком 19. и 20. века ова врста је ловљена у великим количинама од стране спортских и комерцијалних рибиловаца. Крајем осамдесетих и почетком деведесетих година 19. века  у близини Ечуха уловљено је између 40.000 и 150.000 кг углавном Maccullochella peelii. Слично томе, 1883. године, више од 147.000 кг ове врсте послато је у Мелбурн из само једног речног града (Моама). Популације ове врсте је двадесетих година 20. века преполовљена.
Рекреативни риболовци су током овог периода такође прекомерно ловили, користећи штапове и намотаје, ручне траке, мреже, мреже за шкрге, па чак и експлозив, с тим да су вагони са овом рибом били често илегално продавани. Медији у Аустралији су у то време често писали о лову на ову рибу и објављивали да је уловљен већи део њене популације. Током педесетих година 20. века становници обала, комерцијални рибари, рекреативни риболовци, локални рибарски инспектори, трговци рибом и други известили су о великом паду примерака ове врсте у Аустралији и били незадовољни радом Владе Аустралије на очувању ове врсте рибе.
Загађење воде такође утицало да се број примерака ове врста смањи у водама Аустралије, нарочито током лета и јесени када се хладна вода испушта за потребе наводњавања. Такво снижавање температуре утицало је на ову, али и многе друге рибље врсте. Плављене подручја за врсту Maccullochella peelii је од користи, али израдом брана и речних регулатора смањује се добробит екосистема, могућност парења ове рибе и других врста.
Maccullochella peelii има веома важну улогу у митологији многих абориџиских племена у басену Мари-Дарлинг, а за нека племена ова врста рибе била је заштитница. У митовима ова риба плива и повећава дубину реке.